# AMD-Radeon-HD-6000-Serie

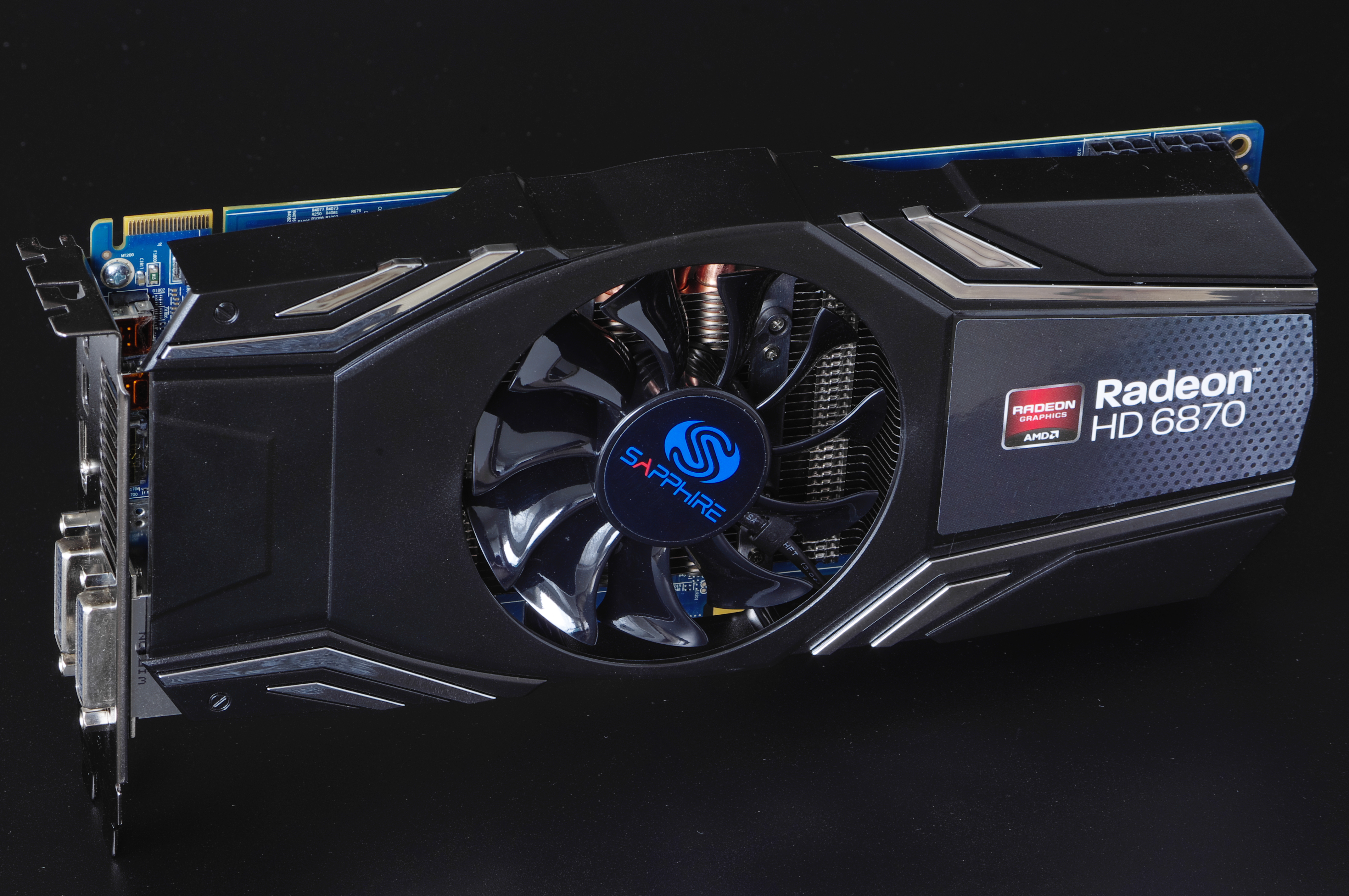
Radeon HD 6870 von Sapphire

Die Radeon-HD-6000-Serie ist eine Serie von Desktop-Grafikchips der Firma AMD, welche im Herbst 2010 als Nachfolger für die Radeon-HD-5000-Serie eingeführt wurde. Alle Grafikprozessoren dieser Serie unterstützen das Shadermodell 5.0 nach DirectX 11 und OpenGL 4.4. Die Radeon-HD-6000-Serie, welche auch den Codenamen „Northern Island“ trägt, wird erstmals nicht mehr unter dem Logo von ATI, sondern direkt unter AMDs Logo vermarktet. Der Nachfolger trägt die Bezeichnung „AMD-Radeon-HD-7000-Serie“ und kam im Frühjahr 2012 auf den Markt.

## Beschreibung
Die ersten Modelle der Radeon-HD-6000-Serie wurden in Form der Radeon HD 6850 und 6870 am 19. Oktober 2010 der Fachpresse vorgestellt, bevor drei Tage später offiziell das NDA fiel. Beide Karten verwenden dabei den Barts-Grafikprozessor, der weiterhin auf der „Terascale 2 Architektur“ der Radeon-HD-5000-Serie basiert und dessen Shader-Einheiten somit im 5D-VLIW-Design aufgebaut sind. Ebenfalls identisch ist der Cluster-Aufbau der GPU (16 Shader- und vier Textur-Einheiten), womit Barts mit insgesamt 14 Clustern aus 224 Shader- und 56 Textureinheiten besteht. Da AMD die Barts-GPU nicht dem Highend-Sektor zuordnet, verzichtete man auf die Double-Precision-Unterstützung, wodurch Transistoren eingespart werden konnten. Insgesamt besteht Barts aus rund 1,7 Mrd. Transistoren auf einer Die-Fläche von 255 mm². Nachdem Nvidia mit seiner Fermi-Architektur Vorteile im Bereich der Tessellationsleistung aufweisen konnte, überarbeitete AMD den Tesselator für die Barts-GPU. So wurden die „Fixed Function Unit“, das Thread-Management und die Datenpuffer verbessert, womit bei moderatem Tessellationeinsatz AMD nach eigenen Angaben die Leistung gegenüber der Cypress-GPU verdoppeln konnte. Der Vorteil entfällt jedoch bei größeren Tessellationbelastungen wieder. Neben der Möglichkeit zur 3D-Wiedergabe ist auch ein „Unified Video Decoder“ der dritten Generation implementiert, welcher Hardwarebeschleunigung für mehr Videoformate unterstützt.
Die Radeon HD 6870 verwendet eine unbeschnittene Barts-GPU und erreicht damit eine Leistung, die zwischen der Radeon HD 5850 und der Geforce GTX 470 liegt. Auf der Radeon HD 6850 sind zwei der 14 Shader-Cluster deaktiviert, womit sie in etwa die Leistung der Geforce GTX 460 (1024) erreicht, die bis dato relativ erfolgreich im Performance-Sektor war. In einigen Testberichten wurde die Radeon HD 6850 zunächst „zu positiv“ bewertet, da auf den Testsamples teilweise alle Shader-Cluster freigeschaltet waren und entsprechende Karten somit eine Leistung erreichten, welche nicht derjenigen der im Handel verfügbaren Karten entsprach. In der Fachpresse teilweise umstritten waren die Namensgebung und der AF-Filter: So wurde zwar der aus der Evergreen-Serie stammende Banding-Effekt (abrupte Texturübergänge) größtenteils behoben, allerdings neigte der AF-Filter auch stärker zum Flimmern, was u. a. auf ein Absenken der default-Filterqualität im Catalyst-Treiber zurückzuführen ist, was auch auf den älteren Modellen der Radeon-HD-5000-Serie mit Cypress-GPU vorgenommen worden war. Letztendlich nahm AMD mit den Catalyst-Treibern 11.1a und 11.2 die Absenkung der default-Filterqualität wieder zurück, wodurch der Umstand des flimmernden AF-Filters zumindest teilweise behoben werden konnte. Die Namensgebung sorgte insofern für Verwirrung, da die Radeon HD 6850 und 6870 gegenüber den Modellen Radeon HD 5850 und 5870 eine geringere Leistung aufwiesen, obwohl die Bezeichnung das Gegenteil suggeriert.
Am 15. Dezember 2010 stellte AMD die Radeon HD 6950 und 6970 vor. Diese basieren auf dem Cayman-Grafikprozessor, für den ein neues Shaderdesign entwickelt wurde. Als Shaderarchitektur wurde seit der R600-GPU ein 5D-VLIW-Anordnung verwendet, bei der fünf Streamprozessoren (ALU) zu einem Shader zusammengefasst wurden. Dabei waren vier ALUs für die Berechnung der RGB- und des Alpha-Wertes zuständig, der fünfte agierte als T-Unit für Special-Function-Funktionen wie Sinus- und Kosinus-Berechnungen. Der Nachteil bei dieser Anordnung lag darin, dass, wenn bei einem Taktzyklus ein Wert nicht benötigt wurde, der entsprechende Streamprozessor dann brachlag. Laut AMD lag die Auslastung bei dieser Anordnung bei rund 70 %. Bei der Cayman-GPU änderte man diese Anordnung zu Gunsten eines 4D-VLIW-System um. Dabei entfiel die T-Unit, für deren Aufgaben nun drei ALUs zusammengeschlossen werden. Dadurch soll die Auslastung verbessert und die Anzahl der benötigten Transistoren reduziert worden sein. Ein weiterer Vorteil der neuen Anordnung besteht darin, dass statt bisher fünf nur noch vier ALUs zum Rechnen mit doppelter Genauigkeit benötigt werden. Dadurch beträgt der DP-Wert nun 25 % des SP-Wertes, statt wie vorher 20 %. Nachdem Nvidia mit der Fermi-Architektur klare Vorteile bei der Tessellationperformance aufweisen konnte, führte AMD den Tessellator auf der Cayman-GPU doppelt aus. Letztendlich besteht der Cayman-Grafikprozessor aus rund 2,64 Mrd. Transistoren auf einer Die-Fläche von 389 mm² und beherbergt dabei in 24 Shadercluster 1536 Streamprozessoren, 96 Textur- und 32 Rastereinheiten.
Die Vorstellung der Radeon HD 6950 und 6970 verzögerte sich zunächst, wobei AMD keine Angaben zu den Gründen machte. Dabei wies die Radeon HD 6970 in etwa die Performance der Geforce GTX 570 auf. Da im Vorfeld aufgrund der Architekturänderungen vermutet worden war, dass die Radeon HD 6970 mit der Geforce GTX 580 konkurrieren würde, konnte sie die teilweise sehr hohen Erwartungen nicht erfüllen. Dazu trug auch bei, dass die bereits von der Barts-GPU bekannte Flimmerneigung des AF-Filters unverändert auch auf der Radeon HD 6970 auftrat. Auch die Leistungsaufnahme wurde, trotz neuer Powertune Option, kritisiert, obwohl dieser nicht höher war als bei der gleich schnellen Geforce GTX 570. Allerdings wiesen die Radeon-Karten der Vorgängergeneration bei gleicher Performance häufig eine niedrigere Leistungsaufnahme auf als ihre Nvidia-Konkurrenten. Vorteile konnte die Radeon HD 6970 bei sehr hohen Auflösungen vorweisen, teilweise bedingt durch den großen 2 GB Videospeicher.
In der Fachpresse deutlich positiver bewertet als die Radeon HD 6970 wurde die 6950, die die Radeon HD 5870 ersetzte. Dies lag u. a. daran, dass Nvidia zunächst keine Konkurrenzkarte im Angebot hatte, aber auch, dass sie nur rund 10 % weniger Leistung erbrachte als die Radeon HD 6970, dabei aber bis zu 30 % weniger Strom verbrauchte. Auf der 6950 waren zwei Shadercluster der Cayman-GPU deaktiviert, womit noch 1408 Streamprozessoren vorhanden waren. Allerdings war es möglich, bei Karten der ersten Chargen mit einem sogenannten Bios-Flash die deaktivierten Cluster zu reaktivieren, da diese noch nicht mit einem Lasercut bearbeitet worden waren. Dieses Freischalten wurde durch das neue Dualbios begünstigt, führte aber zum Garantieverlust. Nachdem bereits einige Boardpartner eigenständig Varianten der Radeon HD 6950 mit 1 GB Speicher erstellten, präsentierte AMD diese offiziell am 25. Januar 2011. Diese wurde von AMD gegen die am selben Tag gelaunchte Geforce GTX 560 Ti platziert.
Am 8. März 2011 folgte das letzte Modell auf Basis des Cayman-Grafikprozessors, die Radeon HD 6990. Auf dieser wurden zwei Cayman-GPUs im Vollausbau platziert. Diese Dual-GPU-Grafikkarte erwies sich bei ihrer Präsentation zunächst als die schnellste Karte am Markt. Allerdings stellte die Karte auch neue Negativrekorde bei der Leistungsaufnahme und der Geräuschentwicklung auf. AMD verbaute bei der 6990 zwei 8-poligen Stromstecker, erhöhte die TDP damit auf 375 Watt und brach somit die offiziellen PCI-SIG-Spezifikationen. Gleichzeitig stattete AMD die Karte mit einem zweiten Bios aus, das den Chiptakt von 830 auf 880 MHz anhebt, um das Taktniveau der Radeon HD 6970 zu erreichen. Mit der Verwendung des alternativen Bios, von AMD als „AUSUM“ bezeichnet (Antilles Unlocking Switch for Uber Mode), geht aber auch der Garantieanspruch verloren und die TDP steigt nochmals auf 450 Watt (der Stromverbrauch kann dagegen bis zu 506 Watt betragen). Insgesamt wirkte die Produktvorstellung eher wie eine Machbarkeitsstudie, denn mit dem erhöhten Verbrauch steigen auch die Anforderungen an das Kühlsystem. Diesen Anforderungen wird man jedoch mit dem verbauten Kühler nicht gerecht. Die Lautstärke steigt im Vergleich zu anderen Produkten enorm an. Mit dem alternativen Bios „AUSUM“ ist es aufgrund der dauerhaft hohen Lärmbelästigung (teilweise mit über 14 Sone) unzumutbar, den Rechner im selben Raum zu betreiben, in dem man auch spielt.
Am 4. Februar 2011 stellt AMD die Modelle Radeon HD 6450, 6570 und 6670 vor. Die für den Low-Cost-Sektor vorgesehenen Karten waren zunächst nur für den OEM-Markt bestimmt, wobei die Radeon HD 6450 auf der Caicos-GPU basiert. Die Radeon HD 6570 und 6670 verwenden dagegen die aus 716 Mil. Transistoren bestehende Turks-GPU. Bereits am 20. Januar hatte AMD die Karten Radeon HD 6750 und 6770 vorgestellt, wobei es sich um Neuauflagen der Modelle Radeon HD 5750 und 5770 handelt, die ebenfalls nur für den OEM-Markt bestimmt waren. Am 7. April stellte AMD die Radeon HD 6450 unverändert auch für den Retail-Markt vor, wobei der eigentliche Verkaufsstart erst am 19. April stattfand. Auch die Modelle Radeon HD 6570 und 6670 wurden an diesem Tag für den Retail-Markt freigegeben.

## Grafikprozessoren
| Grafik- chip    | Architektur | Fertigung | Fertigung      | Fertigung   | Einheiten | Einheiten           | Einheiten         | Einheiten       | Einheiten       | Einheiten       | API-Support | API-Support                                     | API-Support                                          | Video- prozessor | Schnitt- stelle |
| Grafik- chip    | Architektur | Prozess   | Transi- storen | Die- Fläche | ROPs      | Unified-Shader      | Unified-Shader    | Unified-Shader  | Textureinheiten | Textureinheiten | DirectX     | OpenGL                                          | OpenCL                                               | Video- prozessor | Schnitt- stelle |
| Grafik- chip    | Architektur | Prozess   | Transi- storen | Die- Fläche | ROPs      | Stream- prozessoren | Shader- Einheiten | Shader- Cluster | TAUs            | TMUs            | DirectX     | OpenGL                                          | OpenCL                                               | Video- prozessor | Schnitt- stelle |
| --------------- | ----------- | --------- | -------------- | ----------- | --------- | ------------------- | ----------------- | --------------- | --------------- | --------------- | ----------- | ----------------------------------------------- | ---------------------------------------------------- | ---------------- | --------------- |
| Cedar (RV810)   | Terascale 2 | 40 nm     | 292 Mio.       | 063 mm²     | 04        | 0 80                | 016× 5D-VLIW      | 02              | 08              | 08              | 11.0        | 4.4 (Linux Mesa 18+: 4.4+, 4.5 nahezu komplett) | 1.2 (Linux Mesa: 1.1 nahezu komplett, 1.2 in Arbeit) | UVD 2.2          | PCIe 2.0        |
| Caicos (RV910)  | Terascale 2 | 40 nm     | 0370 Mio.      | 067 mm²     | 04        | 0160                | 032× 5D-VLIW      | 02              | 08              | 08              | 11.0        | 4.4 (Linux Mesa 18+: 4.4+, 4.5 nahezu komplett) | 1.2 (Linux Mesa: 1.1 nahezu komplett, 1.2 in Arbeit) | UVD 3.0          | PCIe 2.0        |
| Turks (RV930)   | Terascale 2 | 40 nm     | 0720 Mio.      | 118 mm²     | 08        | 0480                | 096× 5D-VLIW      | 06              | 24              | 24              | 11.0        | 4.4 (Linux Mesa 18+: 4.4+, 4.5 nahezu komplett) | 1.2 (Linux Mesa: 1.1 nahezu komplett, 1.2 in Arbeit) | UVD 3.0          | PCIe 2.0        |
| Juniper (RV840) | Terascale 2 | 40 nm     | 1040 Mio.      | 166 mm²     | 16        | 0800                | 160× 5D-VLIW      | 10              | 40              | 40              | 11.0        | 4.4 (Linux Mesa 18+: 4.4+, 4.5 nahezu komplett) | 1.2 (Linux Mesa: 1.1 nahezu komplett, 1.2 in Arbeit) | UVC 2.2          | PCIe 2.0        |
| Barts (RV940)   | Terascale 2 | 40 nm     | 1700 Mio.      | 255 mm²     | 32        | 1120                | 224× 5D-VLIW      | 14              | 56              | 56              | 11.0        | 4.4 (Linux Mesa 18+: 4.4+, 4.5 nahezu komplett) | 1.2 (Linux Mesa: 1.1 nahezu komplett, 1.2 in Arbeit) | UVD 3.0          | PCIe 2.0        |
| Cayman (RV970)  | Terascale 3 | 40 nm     | 2640 Mio.      | 389 mm²     | 32        | 1536                | 384× 4D-VLIW      | 24              | 96              | 96              | 11.0        | 4.4 (Linux Mesa 18+: 4.4+, 4.5 nahezu komplett) | 1.2 (Linux Mesa: 1.1 nahezu komplett, 1.2 in Arbeit) | UVD 3.0          | PCIe 2.0        |

## Namensgebung
Bei der Northern-Island-Serie kommt das gleiche Bezeichnungssystem, wie bereits seit der Radeon-HD-3000-Serie zum Einsatz. Alle Grafikkarten werden mit „AMD Radeon HD“ und einer zusätzlichen vierstelligen Nummer bezeichnet, die generell mit einer „6“ (für die Serie) beginnt. Die zweite und dritte Ziffer dienen der Unterteilung in verschiedene Modelle.
Aufteilung
- HD 64xx: Low-End
- HD 65xx, HD 66xx und 67xx: Mainstream
- HD 68xx: Performance
- HD 69xx: High-End

Aufgrund des allgemeinen Preisverfalls am Markt sowie Währungsschwankungen treffen die ursprünglichen Klassifizierungen von AMD nicht grundsätzlich zu.

## Modelldaten
| Modell         | Offizieller Launch | Grafikprozessor (GPU) | Grafikprozessor (GPU) | Grafikprozessor (GPU) | Grafikprozessor (GPU) | Grafikprozessor (GPU) | Grafikprozessor (GPU) | Grafikspeicher | Grafikspeicher           | Grafikspeicher | Grafikspeicher      |
| Modell         | Offizieller Launch | Typ                   | Aktive Einheiten      | Aktive Einheiten      | Aktive Einheiten      | Aktive Einheiten      | Chiptakt (MHz)        | Größe (MB)     | Takt (MHz)               | Typ            | Speicher- interface |
| Modell         | Offizieller Launch | Typ                   | ROPs                  | Shader- Cluster       | Stream- prozessoren   | Textur- einheiten     | Chiptakt (MHz)        | Größe (MB)     | Takt (MHz)               | Typ            | Speicher- interface |
| -------------- | ------------------ | --------------------- | --------------------- | --------------------- | --------------------- | --------------------- | --------------------- | -------------- | ------------------------ | -------------- | ------------------- |
| Radeon HD 6350 | 7. Feb. 2011       | Cedar                 | 4                     | 2                     | 80                    | 8                     | 650                   | 512–1024       | 800                      | DDR3           | 64 Bit              |
| Radeon HD 6350 | 7. Feb. 2011       | Cedar                 | 4                     | 2                     | 80                    | 8                     | 650                   | 512            | 800                      | GDDR3          | 64 Bit              |
| Radeon HD 6450 | 4. Feb. 2011       | Caicos                | 4                     | 2                     | 160                   | 8                     | 625                   | 1024           | 533 – 800                | DDR3           | 64 Bit              |
| Radeon HD 6450 | 4. Feb. 2011       | Caicos                | 4                     | 2                     | 160                   | 8                     | 750                   | 512            | 1600 (800) – 1800 (900)  | GDDR5          | 64 Bit              |
| Radeon HD 6570 | 4. Feb. 2011       | Turks                 | 8                     | 6                     | 480                   | 24                    | 650                   | 512 – 2048     | 900                      | DDR3           | 128 Bit             |
| Radeon HD 6570 | 4. Feb. 2011       | Turks                 | 8                     | 6                     | 480                   | 24                    | 650                   | 512 – 1024     | 1800 (900) – 2000 (1000) | GDDR5          | 128 Bit             |
| Radeon HD 6670 | 4. Feb. 2011       | Turks                 | 8                     | 6                     | 480                   | 24                    | 800                   | 512 – 1024     | 2000 (1000)              | GDDR5          | 128 Bit             |
| Radeon HD 6750 | 20. Jan. 2011      | Juniper (Pro)         | 16                    | 9                     | 720                   | 36                    | 700                   | 1024           | 2300 (1150)              | GDDR5          | 128 Bit             |
| Radeon HD 6770 | 20. Jan. 2011      | Juniper (XT)          | 16                    | 10                    | 800                   | 40                    | 850                   | 1024           | 2400 (1200)              | GDDR5          | 128 Bit             |
| Radeon HD 6790 | 5. Apr. 2011       | Barts (LE)            | 16                    | 10                    | 800                   | 40                    | 840                   | 1024           | 2100 (1050)              | GDDR5          | 256 Bit             |
| Radeon HD 6850 | 22. Okt. 2010      | Barts (Pro)           | 32                    | 12                    | 960                   | 48                    | 775                   | 1024           | 2000 (1000)              | GDDR5          | 256 Bit             |
| Radeon HD 6870 | 22. Okt. 2010      | Barts (XT)            | 32                    | 14                    | 1120                  | 56                    | 900                   | 1024           | 2100 (1050)              | GDDR5          | 256 Bit             |
| Radeon HD 6930 | 19. Dez. 2011      | Cayman (LE)           | 32                    | 20                    | 1280                  | 80                    | 750                   | 2048           | 2500 (1250)              | GDDR5          | 256 Bit             |
| Radeon HD 6950 | 25. Jan. 2011      | Cayman (Pro)          | 32                    | 22                    | 1408                  | 88                    | 800                   | 1024           | 2500 (1250)              | GDDR5          | 256 Bit             |
| Radeon HD 6950 | 15. Dez. 2010      | Cayman (Pro)          | 32                    | 22                    | 1408                  | 88                    | 800                   | 2048           | 2500 (1250)              | GDDR5          | 256 Bit             |
| Radeon HD 6970 | 15. Dez. 2010      | Cayman (XT)           | 32                    | 24                    | 1536                  | 96                    | 880                   | 2048           | 2750 (1375)              | GDDR5          | 256 Bit             |
| Radeon HD 6990 | 8. Mrz. 2011       | 2× Cayman (Antilles)  | 2× 32                 | 2× 24                 | 2× 1536               | 2× 96                 | 830                   | 2× 2048        | 2500 (1250)              | GDDR5          | 2× 256 Bit          |

Hinweise
- Die angegebenen Taktraten sind die von AMD empfohlenen bzw. festgelegten, beim Speichertakt wird der I/O-Takt angegeben. Allerdings kann der genaue Takt durch verschiedene Taktgeber um einige Megahertz abweichen, des Weiteren liegt die finale Festlegung der Taktraten in den Händen der jeweiligen Grafikkarten-Hersteller. Daher ist es durchaus möglich, dass es Grafikkarten-Modelle gibt oder geben wird, die abweichende Taktraten besitzen.
- Mit dem angegebenen Zeitpunkt ist der Termin der öffentlichen Vorstellung angegeben, nicht der Termin der Verfügbarkeit der Modelle.

### Leistungsdaten
Für die jeweiligen Modelle ergeben sich folgende theoretische Leistungsdaten:
| Modell                 | Rechenleistung über die Streamprozessoren in GFlops | Rechenleistung über die Streamprozessoren in GFlops | Grafikprozessors/-speicher          | Grafikprozessors/-speicher | Grafikprozessors/-speicher | Grafikprozessors/-speicher |
| Modell                 | Rechenleistung über die Streamprozessoren in GFlops | Rechenleistung über die Streamprozessoren in GFlops | Polygondurchsatz in Mio. Dreiecke/s | Pixelfüllrate in GPixel/s  | Texelfüllrate in GT/s      | Bandbreite in GB/s         |
| Modell                 | SP (MAD)                                            | DP (FMA)                                            | Polygondurchsatz in Mio. Dreiecke/s | Pixelfüllrate in GPixel/s  | Texelfüllrate in GT/s      | Bandbreite in GB/s         |
| ---------------------- | --------------------------------------------------- | --------------------------------------------------- | ----------------------------------- | -------------------------- | -------------------------- | -------------------------- |
| Radeon HD 6450 (DDR3)  | 200                                                 | -                                                   | k. A.                               | 2,5                        | 5                          | 8,5 – 12,8                 |
| Radeon HD 6450 (GDDR5) | 240                                                 | -                                                   | k. A.                               | 3                          | 6                          | 25,6 – 28,8                |
| Radeon HD 6570 (DDR3)  | 624                                                 | -                                                   | 650                                 | 5,2                        | 15,6                       | 28,8                       |
| Radeon HD 6570 (GDDR5) | 624                                                 | -                                                   | 650                                 | 5,2                        | 15,6                       | 57,6 – 64                  |
| Radeon HD 6670         | 768                                                 | -                                                   | 800                                 | 6,4                        | 19,2                       | 64                         |
| Radeon HD 6750         | 1008                                                | -                                                   | 700                                 | 11,2                       | 25,2                       | 73,6                       |
| Radeon HD 6770         | 1360                                                | -                                                   | 850                                 | 13,6                       | 34,0                       | 76,8                       |
| Radeon HD 6790         | 1344                                                | -                                                   | 840                                 | 13,4                       | 33,6                       | 134,4                      |
| Radeon HD 6850         | 1488                                                | -                                                   | 775                                 | 24,8                       | 37,2                       | 128                        |
| Radeon HD 6870         | 2016                                                | -                                                   | 900                                 | 28,8                       | 50,4                       | 134,4                      |
| Radeon HD 6930         | 1920                                                | 480                                                 | 1500                                | 24                         | 60                         | 153,6                      |
| Radeon HD 6950         | 2253                                                | 563                                                 | 1600                                | 25,6                       | 70,4                       | 160                        |
| Radeon HD 6970         | 2703                                                | 676                                                 | 1760                                | 28,2                       | 84,5                       | 176                        |
| Radeon HD 6990         | 2× 2550                                             | 2× 637,5                                            | 2× 1660                             | 2× 26,6                    | 2× 79,7                    | 2× 160                     |

Hinweise
- Die angegebenen Leistungswerte für die Rechenleistung über die Streamprozessoren, die Pixelfüllrate, die Texelfüllrate und die Speicherbandbreite sind theoretische Maximalwerte. Die Gesamtleistung einer Grafikkarte hängt unter anderem davon ab, wie gut die vorhandenen Ressourcen ausgenutzt bzw. ausgelastet werden können. Außerdem gibt es noch andere, hier nicht aufgeführte Faktoren, die die Leistungsfähigkeit beeinflussen.
- Die Rechenleistung über die Streamprozessoren ist nicht direkt mit der Leistung der Nvidia-Geforce-Serie vergleichbar, da diese auf einer anderen Architektur aufbaut, welche anders skaliert.

### Leistungsaufnahmedaten
Die in der Tabelle aufgeführten Messwerte beziehen sich auf die reine Leistungsaufnahme von Grafikkarten, die dem AMD-Referenzdesign entsprechen. Um diese Werte zu messen, bedarf es einer speziellen Messvorrichtung; je nach eingesetzter Messtechnik und gegebenen Messbedingungen, inklusive des genutzten Programms, mit dem die 3D-Last erzeugt wird, können die Werte zwischen unterschiedlichen Apparaturen schwanken. Daher sind hier Messwertbereiche angegeben, die jeweils die niedrigsten und höchsten gemessenen Werte aus verschiedenen Quellen darstellen.
| Modell                 | Typ        | Verbrauch (Watt) | Verbrauch (Watt) | Verbrauch (Watt) | zusätzliche Strom- stecker |
| Modell                 | Typ        | TDP              | Messwerte        | Messwerte        | zusätzliche Strom- stecker |
| Modell                 | Typ        | TDP              | Idle             | 3D-Last          | zusätzliche Strom- stecker |
| ---------------------- | ---------- | ---------------- | ---------------- | ---------------- | -------------------------- |
| Radeon HD 6350         | Cedar      | 019              |                  |                  | keine                      |
| Radeon HD 6450 (DDR3)  | Caicos     | 020              |                  |                  | keine                      |
| Radeon HD 6450 (GDDR5) | Caicos     | 027              | 07               | 032              | keine                      |
| Radeon HD 6570 (DDR3)  | Turks      | 044              |                  |                  | keine                      |
| Radeon HD 6570 (GDDR5) | Turks      | 060              |                  |                  | keine                      |
| Radeon HD 6670         | Turks      | 066              | 012              | 057              | keine                      |
| Radeon HD 6750         | Juniper    | 086              |                  |                  | 1 × 6-Pin                  |
| Radeon HD 6770         | Juniper    | 108              |                  |                  | 1 × 6-Pin                  |
| Radeon HD 6790         | Barts      | 150              | 017...18         | 122..128         | 2 × 6-Pin                  |
| Radeon HD 6850         | Barts      | 127              | 019..25          | 117..124         | 1 × 6-Pin                  |
| Radeon HD 6870         | Barts      | 151              | 018..20          | 145..156         | 2 × 6-Pin                  |
| Radeon HD 6930         | Cayman     | 225              |                  |                  | 2 × 6-Pin                  |
| Radeon HD 6950         | Cayman     | 200              | 020              | 185              | 1 × 6-Pin 1 × 8-Pin        |
| Radeon HD 6970         | Cayman     | 250              | 022              | 267              | 1 × 6-Pin 1 × 8-Pin        |
| Radeon HD 6990         | 2 × Cayman | 375              | 037...42         | 351..376         | 2 × 8-Pin                  |

Weitaus üblicher als die Messung des Verbrauchs an der Grafikkarte ist die Bestimmung der Leistungsaufnahme eines Gesamtsystems. Dazu wird ein Referenzsystem zusammengestellt, in dem die verschiedenen Grafikkarten eingebaut werden; daraufhin findet die Messung mithilfe eines Energiekostenmessgerätes oder einer vergleichbaren Apparatur direkt an der Steckdose statt. Allerdings ist die Aussagekraft der Messwerte begrenzt: Es ist nicht klar, welcher Verbrauch von der Grafikkarte stammt und was dem restlichen PC-System zuzuschreiben ist. Der Unterschied im Verbrauch zwischen Idle- und 3D-Lastbetrieb ist bei dieser Messmethode nicht nur davon abhängig, mit welchem Programm die Last erzeugt wurde; die Auslastung und Effizienz des restlichen PC-Systems inklusive Netzteil, Mainboard und Prozessor beeinflussen die gemessene Differenz ebenfalls. Da sich die getesteten Systeme in der Regel von dem eigenen PC-System zuhause unterscheiden, lassen sich die dort angegebenen Werte nicht auf das eigene System abbilden. Nur Messdaten von sonst identischen Systemen taugen (bedingt) für den Vergleich untereinander. Wegen dieser Abhängigkeit sind Gesamtsystem-Messwerte in der hiesigen Tabelle nicht aufgeführt. Da sie aber ein besseres Bild von der praktischen Leistungsaufnahme eines konkreten Systems mit einer bestimmten Grafikkarte vermitteln können, werden unter den Weblinks Webseiten aufgelistet, die solche Messungen vornahmen.

### Messung der Leistungsaufnahme eines Gesamtsystems
- Messungen des Gesamtsystems bei ComputerBase.de
- Messungen des Gesamtsystems bei TweakPC